# Miyazaki (stad)
Miyazaki är den administrativa huvudorten för prefekturen Miyazaki på ön Kyushu i södra Japan. Staden har sedan 1998
status som kärnstad (japanska: 中核市?, Chūkakushi) enligt lagen om lokalt självstyre.
Miyazaki har en turistresort kallad Seagaia med bland annat golfbana. De hade världens största inomhusbad Seagaia Ocean Dome som dock är stängt sedan 2007.

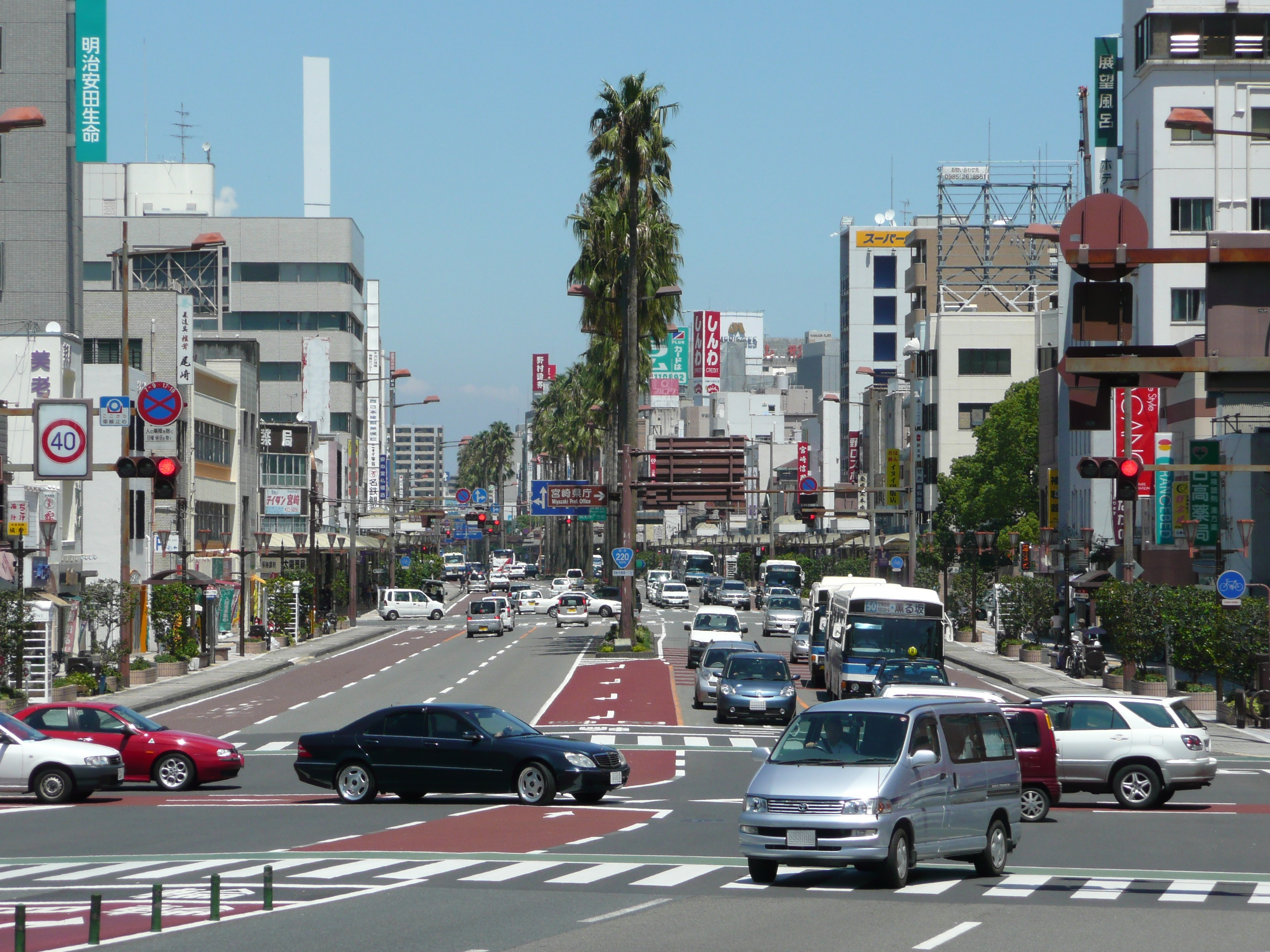
Gatubild från Miyazaki

## Sport
Tegevajaro Miyazaki gick 2021 upp i J.League J3 i fotboll och spelar på Unilever Shintomi stadion.